# فيراري
فيراري، هي شركة إيطالية لصناعة السيارات الرياضية ويقع مقرها الرسمي في إيطاليا بالتحديد في مارانيلو، أسسها إنزو فيراري في عام 1947، وتعتبر العلامة التجارية من قبل الإيطاليين بأنها «الأكثر شهرة في تاريخ السيارات».
وبدأ تاريخ شركة فيراري باسم سكوديريا فيراري، وهو القسم المسؤول عن سباقات السيارات لدى شركة ألفا روميو آنذاك والذي أسسه إنزو فيراري عام 1929.
من 166 MM، إينزو فيراري أول سيارة تحمل اسمه، وآخرها La Ferrari، فيراري يثير دائما «سحر لا يقاوم». إينزو فيراري أحب أيضا وصف سيارة فيراري بأنها «مثال للآلية جميلة للرجال الذين لديهم الرغبة في مكافأة أنفسهم، لتحقيق الحلم والتنفس لفترة طويلة في النار حياتهم العاطفة الأحداث». ويُعد طراز لافيراري الذي الذي أعلنت عنه الشركة في معرض جنيف الدولي للسيارات في عام 2013 هو أقوى وأسرع طراز في تاريخ الشركة.

## تاريخ شركة فيراري
- بدأ تاريخ هذه الشركة مع رجل اسمه (إنزو فيراري)، كان يحب السيارات والسباقات كثيرا منذ طفولته، ففي يوم من الايام اصطحب أبوه أخاه الأكبر (الفريدو) إلى أحد سباقات السيارات في مدينة (بولونيا)، وأراد (انزو) البالغ من العمر 10 سنوات الذهاب معهم لكن أباه قال له: «أنت صغير ويجب ان تبقى بالبيت». حزن (إنزو) كثيراً لعدم الذهاب معهم، لكن فضوله وحبه للسيارات دفعاه إلى اللحاق بأبيه لمشاهدة السباق، ومنذ ذلك اليوم زاد ولع انزو بالسيارت وتحديدا بالسباقات وعزم على أن يصبح سائق سيارات كبيرا في يوم من الأيام.
- مع بداية الحرب العالمية الأولى التحق (انزو) وبعمر 19 بالجيش الإيطالي كعسكري يحذو البغال، واستمر في هذه المهنة إلى ان أصابه مرض الانفولونزا الوبائية وسرح من الخدمة. وبعد أن جلس عاطلاً عن العمل تذكّر سيارات السباق والسرعة وحبه لهما، فأصبح يرتاد أماكن إقامة السباقات ويتعرف على السائقين ومدراء الفرق ليقنعهم أن يعمل كسائق سيارات لديهم، وهذا ما حدث بالفعل! أصبح (إنزو) سائق سيارات سباق لدى شركة إيطالية تدعى (سي إم إن) في عام 1919، لكن الأمر لم ينجح ولم يقدم نتائج جيدة بالسباقات، وفي عام 1920 ترك هذه الشركة وانضم إلى شركة (الفا روميو) الإيطالية أيضاً ليقود سياراتها المخصصة للسباقات، وقدم نتائج مرضية في العديد من السباقات.
- في عام 1929 أقام (انزو فيراري) كراجاً خاصاً داخل اسطبل لصناعة وتصليح سيارات (ألفا روميو) الخاصة بالسباقات أسماه (سكوديريا فيراري) - وتعني «اسطبل فيراري» - بعد ذلك أصبح مديراً لسباقات شركة (ألفا روميو)، لكن هذا الأمر لم يدم طويلا، حيث قامت شركة (ألفا روميو) بفصله، ليقرر بعدها إنشاء سياراته الخاصة تحت اسم (فيراري). وتم ذلك في عام 1947 حيث صنع سيارة سباق اسماها 125 إس، سُجّلت على أنها أول سيارة رياضية قانونية تصلح للشارع في العالم، ومن هنا انطلقت أسطورة الحصان الجامح الذي يعد أشهر شعارات السيارات.
- اختار (إنزو فيراري) شعار الحصان الأسود الجامح لسياراته مع خلفيه صفراء تدل على لون مدينة (مودينا) مسقط رأسه يعلوه علم إيطاليا، ووراء اختياره لهذا الشعار قصّة مثيرة؛ في عام 1923 وكهدية لإنجازاته أهدت أم الطيار الإيطالي الشهير (فرانشيسكو باراكا) الشعار الذي كان يضعه ابنها على طائرته لـ (إنزو) لكي يجلب له الحظ وطلبت منه أن يضعه على سيارته، وهو عبارة عن حصان واثب ذي لون أسود، وظلّ هذا الشعار رفيقاً لسيّارات فيراري في الطرق والحلبات وأصبح رمزاً للانتصار والبطولة.

## فيراري 458 إيطاليا
- اسم السيارة مشتق من محرّكها (V8) ذي سعة 4.5 لتر والذي يعدّ أقوى محركات (V8) المرخّصة للسير على الطرقات بقوة تصل إلى 570 حصان. المحرّك الجديد ليس أكثر قوّة ومرونة فحسب من المحرك السابق ذي سعة 4.3 لتر، وإنما يتمتع باستهلاك أقل بمقدار 13% وفقاً لما أعلنته شركة (فيراري)
- ناقل التروس الوحيد المتوفر في طراز 458 هو نظام بسبع سرعات يستخدم قابضاً مزدوجاً ويغيّر التروس بسرعة 0.04 ثانية.
- كما أولى المهندسون الكثير من الاهتمام لتخفيض الوزن خلال المرحلة التصميمية. وبالنتيجة بلغ وزن (فيراري 458 إيطاليا) 1380 كغم، وتوزيع الوزن كان مثالياً أيضاً فـ58% من وزن السيارة يقع على المحور الخلفي. ويمكن تلخيص جهود المهندسين في معلومتين إحصائيّتين بسيطتين تعبران عن أداء (فيراري 458 إيطاليا) الاستثنائي: من صفر إلى 100 كم/س في 3.4 ثانية وسرعة قصوى تبلغ 325 كم/س.

## فيراري إنزو
- فيراري إنزو 2002/2005 مستوحاة من التقنيات المستخدمة في سباقات (فورمولا 1)، استفادت سيّارة (إنزو) من خبرة فيراري العريقة التي تمتد إلى نحو 50 عاماً من النجاح. هذه السيارة التي سمّيت تيمّناً باسم مؤسس الشركة (إنزو) تنتمي إلى من مجموعة محدودة الإصدار من سيّارات الطرق مثل (288 جي تي أو) و (إف 40) و (إف 50). تمثّل هذه السيارات سعي (فيراري) المتواصل نحو إنتاج سيّارة الطرق الأكثر تميزاً وتطوراً. تتمتّع السيارة بمحرّك (V12) من نوع (إف 140) مصنوع من الألومنيوم تلقائيّ التزوّد بالهواء، بقدرة حصانية تبلغ 660 حصان عند سرعة دوران 7,800 دورة في الدقيقة ويبغ عزم الدوران 485 قدم/ باوند عند سرعة 5.500 دورة في الدقيقة أنتجت السيّارة بين عاميّ 2002 و2005 وتمّ إطلاقها في معرض باريس الدوليّ للسيارات عام 2002 ولم يصنع منها سوى 399 سيّارة فقط ويصل سعرها إلى 450,000 يورو.

## فيراري جي تي بيرلينيتا 250 تور دو فرانس 1
- على الرغم من أن فئة الـ (250) ظهرت عام 1953، إلا أنها لم تُعدّ سيّارة كلاسيكية حتّى صنع طراز (250 جي تي بيرلينيتا تور دو فرانس) والتي أطلق عليها هذا الاسم بسبب سيطرتها الشهيرة على سباق (تور دو فرانس). هذا السباق الماراثونيّ الذي يمتد لمسافة 3300 ميل والذي يضمّ سباقات الحلبة وسباقات صعود التلال وسباقات التسارع وبعضاً من مراحل سباقات الراليات، كان يُعدّ أقسى السباقات التي تختبر السرعة والكفاءة. في ذلك الوقت أثبتت (250 جي تي بيرلينيتا) أنها تتمتّع بأداءً لا يضاهى، فقد فازت بالسباق عام 1956 وفازت بالمراكز الثلاثة الأولى في العام التالي.
- محرّك (كولمبو V12) ذو سعة 3 لتر المخصّص لسباق فرنسا كان معدّلاً ليولّد قوّة تتراوح بين 230 – 240 حصان، وهو ما يعدّ أمراً بارزاً حتّى بمعايير اليوم! كان أقوى من محرّك المنافسة الألمانية (مرسيدس) وكان بنفس قوّة محرّك (آستون مارتن) الأكبر حجماً بسعة 3.7 لتر. ولكن العزم لم يكن قوياً كما يبدو بسبب قصر شوط المحرّك. ولكن (فيراري) كانت أيضاً أخف وزناً من (دي بي)، لهذا كانت تستطيع أن تنطلق من 0 إلى 60 ميل/س في 7 ثوانٍ وتصل إلى سرعة قصوى تبلغ 145 ميل/س.

## الوضع القانوني والمالي
وتستند الشركة في مارانيلو، في إميليا رومانيا، 35 كم من بولونيا. أشرف انزو فيراري على بناء أي منشأة جديدة، بعد الحرب العالمية الثانية، على الأرض التي حصل عليها خلال الحرب في هذه قرية كبيرة تقع 18 كم جنوب مودينا، حيث بنيت أول سيارة مع اسم «فيراري». فيراري لا تزال اليوم إحدى الشركات التابعة ل شركة فيات. التي تزود محركات - حوالي 7,500 محرك كل سنة - . في يونيو 2002، كانت فيات، مثقلة الديون الضخمة، اضطر إلى بيع أنفسهم إلى 34٪ من فيراري في المجموعة المالية الإيطالية ميديوبانكا بمبلغ 775 مليون أورو.
جيوفاني انييلي التي كانت تسمى آنذاك في 2004 على رأس فيراري لوكا دي مونتيزيمولو، الذي كان مساعدا لانزو فيراري. في 2005، باعت الشركة 5,399 سيارة، و5،743 في 2006، في تعزيز مبيعاتها بنسبة 17٪. ضغط وكلاء فيراري اليوم لكي تنتج وتبيع أكثر من 12,000 سيارة سنويا. ومع ذلك، فإن سياسة الشركة هي البقاء أقرب إلى الحرفية أن الإنتاج الصناعي، خاصة أن هناك طلب كبير على السيارات مفصل.
و إعادة الهيكلة لشركة فيات، بقيادة سيرجيو مارشيوني، تؤتي ثمارها، وقال أواخر سبتمبر 2006 خيار الشراء مع ميديوبانكا مما أتاح لها لاسترداد 29٪ من فيراري للبنحو 800 مليون يورو، وبذلك سيطرتها 85٪. بيعت نسبة 5٪ الباقية من صندوق الاستثمار المصرفي مبادلة "من أبوظبي. بييرو فيراري ابن انزو، وفي الوقت نفسه لديه 10٪ أخرى من المجموعة.

## الفورمولا 1
شعار «الفورمولا أومو» («الفورمولا أونو» باللغة الإيطالية) لخص في الاستراتيجية الصناعية كلمتين بدأت في 1997 من قبل لوكا دي مونتيزيمولو. هذه الاستراتيجية، الأمر الذي يضع الناس في قلب اعتبارات الصانع، تم تصميم «لتحسين مكان العمل، والرعاية للتعلم مدى الحياة والنظر في حياة الشخصية للموظفين». الممول لتصل قيمتها إلى 200 مليون € أكثر من عشر سنوات، يجب على البرنامج أيضا استعادة كل مصنع فيراري لتحسين نوعية حياة العاملين.
كانت الفورمولا 1 أيضا مهيمنة من مصنع فيراري الماضي وبالنظر إلى أن الموظفين أكثر إنتاجية في بيئة ممتعة أكثر، ومصنع - «العالم الحديث» - يهدف إلى تقليل الكدح. مستوى الضوضاء في تصنيع أقل من 72 ديسيبل، يتم تقليل عدد من الحركات المطلوبة لكل سهم بنسبة 60٪ وزادت مساحة العمل بنسبة 20٪ مقارنة مع النباتات السابقة. يشتمل المصنع أيضا مقصف مؤسسة حديثة ومركز للياقة البدنية ومركز المعرفة.
يركز البرنامج أيضا على فيراري التنمية المستدامة منذ آلاف شجرة زرعت والخلايا الضوئية المثبتة بعد بناء المصنع في النظام، بحسب الرئيس التنفيذي لشركة فيراري أميديو فيليسا، والحد من الاعتماد على الطاقة بنسبة 25٪ وانبعاثات CO 2 بنسبة 35٪.

## الإدارات Classiche وكورس Clienti
تختلف في نواح كثيرة، والإدارات Classiche كورس Clienti ان تكون مشتركة هو الرغبة في ضمان استدامة التراث فيراري. أول يضمن الأصالة واستعادة النماذج التاريخية في حين أن الثاني تقدم للعملاء فيراري للحصول على والمشاركة في صيانة GT إلى F1 . في «عبقرية التجارية فيراري»، على حد تعبير مجلة السيارات ابدو، هو أن نجحت مع إدارة كورس Clienti للحفاظ على تراثها دون «تلتهم كميات هائلة» وذلك من خلال إشراك ماليا المتعصبين العلامة التجارية.
حريصة على تلبية احتياجات بيوت المزادات من حيث الأصالة والتتبع من نماذج فيراري، قسم Classiche تجري النماذج القديمة شهادات توثيق البرامج من أكثر من عشرين عاما من سباقات السيارات واستثناء السيارات (F40 ، انزو، الخ). نماذج يجب أن تستوفي المعايير الأكثر تقييدا لتحديد الهوية؛ من بين أمور أخرى، يجب أن لا يكون من ذوي الخبرة والتغييرات الأرقام التسلسلية من جميع المكونات الميكانيكية يجب أن تطابق السيارة. لهذا، ويستند على وثائق فيراري أرشيفها المخزنة منذ 1947 ولا تتردد في إنتاج الأجزاء الميكانيكية أو مناشدة الموظفين السابقين تحت المستشارين.

## ورشة العمل
جزء من برنامج واحد إلى واحد، أطلق في البداية في عام 2008 لمجموعة نماذج V12 - وسكاجليتي فيراري 612 و 599 فيورانو - أتيليه فيراري هو مساحة مخصصة حصرا لتخصيص نماذج من المستقبل أصحاب سيارات فيراري. المثبتة في المصنع في مارانيلو، ترحب أتيليه كل مالك في المستقبل لتقديم النصح والمشورة فيديريكو باستوريللي. في حين أن تجار الوحيد سابقا ضمنت تلك الوظيفة، ورشة العمل هو النجاح التجاري والعملاء يقضون ما معدله 30,000 يورو في الخيارات ضد 000 13 يورو من الموزعين.

## وصلات خارجية
- الموقع الرسمي لشركة فيراري
- معلومات عن فيراري من صفحة ويكيبيديا الإنجليزية
- معلومات عن طراز 458 إيطاليا
- معلومات عن طراز إنزو
- معلومات عن طراز فيراري جي تي بيرلينيتا 250